# Mein unsichtbarer Freund
Mein unsichtbarer Freund ist eine US-amerikanische Filmkomödie aus dem Jahr 1992.

## Handlung
Grace Connors hat nicht nur Probleme mit dem geerbten Restaurant ihres Großvaters, sondern auch noch private Sorgen. Zu allem Überfluss erscheint ihr ehemaliger imaginärer Freund aus ihren Kindheitstagen, den sie nicht mehr loswird. Doch Dayo schafft es wieder, sie auf die richtige Bahn zu bekommen, sodass sie ihre Sorgen mit Erfolg bewältigen kann.

## Kritik
„Als Familienunterhaltung konzipierte (Fernseh-)Komödie mit fantastischen Elementen.“

## Veröffentlichung
Der Film wurde von Disney für den US-amerikanischen Fernsehsender ABC für das Programm Disney Sunday Movie produziert und wurde am 3. Mai 1992 erstmals in den USA ausgestrahlt. In Deutschland lief er zum allerersten Mal am 25. Oktober 1998 auf RTL. Der Film wurde seitdem weder auf VHS, noch auf DVD veröffentlicht.